# Melanitis varaha
Melanitis varaha är en fjärilsart som beskrevs av Moore 1857. Melanitis varaha ingår i släktet Melanitis och familjen praktfjärilar. Inga underarter finns listade i Catalogue of Life.